# 粕谷賢之
粕谷 賢之（かすや たかゆき、1960年2月7日（65歳） - ）は、株式会社BS日本代表取締役社長。

## 略歴・人物
- 1978年 早稲田高等学校を卒業[1]。
- 1983年 早稲田大学政治経済学部を卒業、日本テレビ放送網入社。
  - 報道局社会部記者として入社1年目にロッキード事件の判決報道に関わる。
- 1985年 報道局政治部に所属する。
- 1995年 国会・官邸キャップ。
- 1996年 きょうの出来事デスク。
- 1998年 ロンドン支局長。
- 2001年 国会・官邸キャップ。
- 2003年 報道局政治部長。
- 2008年 解説副委員長を兼務。
- 2010年7月 解説主幹。
- 2011年
  - 2月1日付 畑山篤の後任として経済部長を兼務。
  - 7月1日付 経済部長を解かれ、報道審査委員長を兼務。
- 2012年
  - 6月1日付 報道局長に着任[2]。
  - 10月 森口尚史がiPS細胞の臨床研究をしたと誤報した問題で、減給処分[3]。
- 2014年
  - 6月1日付 報道局長を袴田直希にバトンタッチし、執行役員に昇任。
- 2015年
  - 6月1日付 報道局解説委員長・報道審査委員長も袴田直希にバトンタッチし、執行役員メディア戦略局長。
- 2016年
  - 6月1日付 報道局報道解説委員長を兼務。
  - 6月29日付 メディア戦略局長を解かれ、取締役執行役員報道局報道解説委員長に就任[4]。
  - 12月　プーチン露大統領に独占インタビュー
- 2017年
  - 6月1日付 業務監査室長・業務監査委員会副委員長を兼務[5]。
- 2018年
  - 6月1日付 日本テレビ放送網取締役執行役員報道解説委員長、報道担当に変更[6]。
- 2021年
  - 6月29日付 日本テレビホールディングス執行役員報道担当、日本テレビ放送網取締役常務執行役員報道担当に昇任[7]。
- 2022年
  - 6月29日付 日本テレビホールディングス上席執行役員報道担当に昇任[8]
- 2023年
  - 6月1日付 BS日本(BS日テレ)代表取締役社長

## 出演番組
- news every. - コメンテーターとして放送開始から2012年9月までは毎週火曜日に、10月からは中央大学法科大学院教授の野村修也と、その後の2013年4月からは小栗泉と交互に隔週で火曜日に出演。
- news zero - コメンテーターとして不定期に出演。

※その他、日本テレビの報道番組など。

## その他
- 大学時代は早稲田大学雄弁会に所属していた。
- "きょうの出来事"デスクだった1997年2月、同番組で2夜連続で放送されたオウム真理教事件に絡む特集「日本テレビ長官狙撃自白報道」は批判を浴び、国会でも問題視された[9]。
- 減給処分を受けることとなった、森口尚史のiPS細胞の臨床研究についての誤報は共同通信、ならびに讀賣新聞が2012年10月11日朝刊の1面と3面にわたって掲載したスクープ記事の誤報と連動したものであった[10]。